# فريدريكو فيدال
فريدريكو س. فيدال (بالإنجليزية: F. S. Vidal) (مارس 1920 - 13 أبريل 2012) عالم انثروبولوجيا أمريكي عمل في قسم الأبحاث العربية في شركة الزيت العربية الأمريكية (أرامكو) من 1951 حتى 1971، اشتهر من خلال دراسته المميزة عن منطقة الأحساء وكشفه الأثري عن مدفن جاوان.

## النشأة
ولد فريدريكو فيدال في مارس 1920 في مدينة برشلونة الإسبانية حيث عاش ونشأ وحصل على معظم تعليمه فيها، درس فيدال اللغات الرومانسية واللغة العربية وحصل على شهادة الماجستير في علم اللغة المقارن. في اثناء الحرب الأهلية الإسبانية خدم فيدال في صفوف القوات المغربية بجانب القوميين وبعدها عمل لمدة 6 سنوات من عام 1942 حتى 1947 كمدير لشؤون القبائل في الإدارة الأهلية المغربية التابعة لمنطقة الحماية الإسبانية شمال المغرب. في بداية الأربعينات وخلال الحرب العالمية الثانية تعرض شمال المغرب إلى موجة من الجفاف والأمراض السارية التي كانت تنتقل بين الناس عبر القراد وقد كانت وطئة تلك الأمراض شديدة خصوصاً على الأطفال، لذلك فان أحد أهم إنجازات فيدال في تلك الفترة هي نجاحه في مكافحة القراد حيث لجأ إلى مقايضة القوات الأمريكية المتواجدة في المغرب ضمن حملة شمال أفريقيا بمشروب مغربي محلي الصنع مقابل الحصول على مبيد الدي دي تي التي كانت تستعمله القوات الأمريكية لمكافحة الحشرات.
في عام 1947 التحق فيدال بجامعة هارفرد التي حصل منها على شهادة الماجستير والدكتوراه في علم الإنسان (الانثروبولوجيا)، وقد جاء التحاق فيدال بهارفرد نتيجة لنصيحة تلقاها من عالم الانثروبولوجيا البارز كارلتون كون (Carleton S. Coon) حيث زار كون شمال المغرب في أواسط العشرينات الميلادية في اثناء تحضيره لرسالة الدكتوراه عن قبائل البربر التي تقطن جبال الريف واستضافه آنذاك رئيس فيدال في العمل، وبعد أن حصل كون على الدكتوراه عام 1928 وطبع كتابه  قبائل جبال الريف Tribes of the Rif  عام 1931 أهدى نسخة من الكتاب إلى مضيفه السابق والذي اعطى الكتاب فيما بعد لفيدال، عندما قرأ فيدال الكتاب كانت لديه « بعض الملاحظات الصغيرة عليه » فقام بمراسلة كون بشأنها مما فتح بينهما باباً من المراسلات نتج عنها قيام كون بدعوة فيدال إلى جامعة هارفرد للحصول على درجة الماجستير في الانثروبولوجيا، ولكن قبل ذلك، قام فيدال بمشاركة بعثة جامعة هارفرد الاثرية التي زارت المغرب عام 1947 للتنقيب على الساحل القريب من طنجة والتي كان كون أحد أعضائها. خلال فترة دراستة في هارفرد تعرف فيدال على زوجته شارلوت بتلر Charlotte “Charlie” Butler التي كانت تدرس في نفس حقل تخصصه بكلية رادكليف في كامبريدج، ماساتشوستس وتزوجا عام 1950.

## أرامكو
بعد حصوله على الماجستير من هارفرد التحق فيدال بشركة أرامكو عام 1951 حيث عمل في مكاتب الشركة في نيويورك لمدة 6 أشهر وأكمل دراساته الميدانية لشهادة الدكتوراه (حصل عليها في عام 1955) حيث تعلم هناك ما يمكنه تعلمه عن صناعة النفط. وصل فيدال إلى الظهران في أغسطس 1951 ولحقت به زوجته بعد ذلك بفترة. إنضم فيدال إلى قسم الأبحاث العربية التابع لإدارة العلاقات الحكومية وكانت أولى مهامه آنذاك هي مقابلة الادلاء من رجال القبائل السعوديين الذين كان يستعين بهم مستعربي أرامكو في تسمية المواقع بشكل صحيح وذلك ضمن مشاريع رسم الخرائط للمواقع التي كانت تستكشف فيها أرامكو البترول أو في المناطق التي كانت تخطط لإنشاء مرافقها فيها، ويروي فيدال قصة طريفة عن أول أو ثاني يوم له في الظهران حيث قام أحد الادلاء البدو بالتنحي جانبا برئيسه في القسم جورج رينتز متحدثاً عن فيدال «إنه يتكلم بطريقة مضحكة» إشارة إلى اللهجة المغربية التي كان يتحدث بها فيدال آنذاك والبعيدة جداً عن العامية السعودية، ولكن فيدال سرعان ما تغلب على تلك المشكلة وتعلم اللهجة السعودية.

## تقرير الأحساء
في أواخر عام 1951 أُرسِل فيدال للهفوف لمدة 4 شهور ونصف للإشراف على عمل فرقتين من فرق رش بالدي دي تي وذلك لرش منطقة الاحساء كجزء من جهود أرامكو للقضاء على الملاريا في المنطقة الشرقية وطلب منه هناك أن يجمع ما يمكنه من المعلومات عن منطقة الأحساء وسكانها. نجحت حملة القضاء على الملاريا وأنتج فيدال دراسة رائدة عن الأحساء نشرتها أرامكو بتنقيح بسيط عام 1955 تحت مسمى  واحة الأحساء ، كانت للتقرير فائدة عملية لشركة أرامكو التي كانت أعمال الاستكشاف والإنتاج فيها تتوسع بازدياد نحو الجنوب فمن بقيق وعين دار وصولا إلى العثمانية وحرض، يقول فيدال: «لم نكن نعرف شيئا عن الواحة حينها وكنا نوظف الكثير من الأحسائيين» ويقول أيضاً «كنا قد وظفنا أكبر عدد ممكن من القطيف، لقد نفذ منا القطيفيون وكانت الكتلة السكانية الكبيرة التالية هي في الأحساء ».
استغرق فيدال 16 شهراً لإنجاز تقريره عن الأحساء حيث اكتمل في عام 1952 وأُرسلت منه 7 نسخ إلى مسؤولي أرامكو في الظهران ونيويورك، فاقترح تيري دوس Terry Duce رئيس قسم العلاقات الحكومية في الولايات المتحدة أن يتم تحويل التقرير إلى كتاب فقام فيدال بمراجعته قبل أن تقوم أرامكو بطباعته عام 1955.

## مدفن جاوان

فيدال وزوجته يتشاوران بخصوص بعض المعثورات الاثرية في مدفن جاوان

في 22 مارس 1952 وبعد انتهاء فيدال من مهمته في الأحساء أسند إليه توماس بارجر، مدير إدارة العلاقات الحكومية ورئيس أرامكو لاحقاً، مهمة كبيرة أخرى، حيث دخل عليه بارجر مكتبه في الظهران واخبره أن العمال قد عثروا على كهف في اثناء عملهم في محجر جاوان الواقع شمال صفوى وبداخله مجموعة من العظام البشرية وأن عليه أن يذهب ليستطلع الأمر. ذهب فيدال إلى الموقع بعد ظهر ذلك اليوم وتيقن أن ما عثر عليه العمال لم يكن سوى مدفناً أثرياً، بعد ثلاثة أيام طلب توماس بارجر من حاكم المنطقة الشرقية آنذاك الأمير سعود بن جلوي الإذن بالبدء في عملية التنقيب عن المدفن. قاد فيدال فريق أرامكو الذي باشر عملية الكشف الاثري عن المدفن والتي استغرقت أربعة أشهر ونصف ونشر تقريره عنها في عام 1953. تم تأريخ الحقبة الزمنية التي يعود اليها مدفن جاوان بالقرن الثاني الميلادي أي قبل ظهور الإسلام بـ 500 سنة تقريباً، وجد فيدال في المقبرة المكونة من 6 حجر للدفن عظام ما يقرب من 90 شخصاً، ويعتقد أن المقبرة في الأصل كانت مخصصة لأعضاء عائلة بارزة من عوائل المنطقة ولكنها استخدمت فيما بعد للدفن بشكل موسع.

## محطات أخـرى
في عام 1957 عاش فيدال مع زوجته وطفليهما جيسيكا وكريستوفر لمدة سنة واحدة في مجمع أرامكو السكني في بدنه (عرعر حالياً) ضمن فترة عمله لمشروع التابلاين وهي السنة الوحيدة التي قضاها فيدال خارج إدارة العلاقات الحكومية التي أمضى فيها 20 عاما من حياته. في عام 1959 قام رئيس أرامكو آنذاك فريد دايفيس Fred A. Davies (من 1952 حتى 1959) بالطلب من فيدال وزميله الجيولوجي دون هولم Don Holm مرافقة الأمير محمد الفيصل بن عبدالعزيز آل سعود في رحلة إلى جنوب غرب المملكة، حيث إنطلق فيدال وزميله في رحلة برية من الظهران إلى جدة واصطحبا هناك الأمير محمد الفيصل، الذي كان قادماً للتو من كاليفورنيا بعد انتهاء دراسته، وانطلقوا نحو الطائف وبلجرشي وبيشه وأبها ونجران ثم إلى الظهران مرة أخـرى، وقد وثقت هذه الرحلة من خلال فيلم كان يعرض كثيراً حينها في دور السينما في مجمعات أرامكو السكنية. في عام 1962 رافق فيدال اثنان من علماء الآثار هما البرفسور F. V. Winant من جامعة تورنتو والبرفسور W. L. Reed من جامعة تكساس كريستيان في اثناء مسحهما الأثـري لشمال غرب المملكة وقد طبع تقرير ذلك المسح ككتاب من قبل مطابع جامعة تورنتو. في عام 1970 حضر فيدال مؤتمر الآثار الآسيوي الدولي الثالث The Third International Conference on Asian Archeology الذي أقيم في البحرين كمفوض عن شركة أرامكو حيث قرأ هناك ورقته عن مدفن جاوان.

## ما بعد أرامكو
تقاعد فيدال من أرامكو عام 1971 وكان آخر منصب تقلده هو مدير إدارة الشؤون الإدارية والترجمة التابعة لقسم العلاقات الحكومية. التحق فيدال بعد تقاعده بقسم الانثروبولوجيا بجامعة سوذرن ميثودست Southern Methodist في دالاس، تكساس من 1971 حتى 1976 كبروفسور في علم الإنسان ثم التحق بجامعة تكساس في أرلينغتون UT Arlington من 1976 حتى 1992. وعمل أيضا لعدة سنوات ابتداء من عام 1978 مع فريق شركة خدمات أرامكو (ASC) في هيوستن لتحضير موظفي أرامكو الجدد للحياة في السعودية. ينتمي فيدال إلى عضوية جمعية الانثروبولوجيا الأمريكية American Anthropological Association وهو ايضاً عضو في جمعية دراسات الشرق الأوسط في أمريكا الشمالية Middle East Studies Association of North America.
يصف فريدريكو فيدال أرامكو بأنها كانت مؤسسة إستثنائية إشارة إلى عدد المستشارين اللغويين والثقافيين اللذين استعانت بهم الشركة لتقوية علاقتها بالحكومة السعودية وبالمجتمعات التي عملت فيها «لا اعتقد بأنه كانت هناك في يوم من الأيام شركة بحجم أرامكو، حتماً ليس قبل 60 سنة، لديها مثل تلك المكاتب التي كانت للعلاقات الحكومية والأبحاث العربية، لا أعتقد أن أي شركة من قبل كانت قد أحاطت نفسها بهذا الكم من المستشارين الداخليين».
توفي فريدريكو فيدال في هيوستن في 13 أبريل 2012.

## أعماله
• كتاب: واحة الأحساء The Oasis of Al-Hasa نشر في 1955.
• كتاب: قياسات انثروبومترية لـ 71 ذكراً من الأحساء Anthropometric measurements of 71 al-Hasa males, Saudi Arabia نشر في 1975.
• كتاب: هجرات البدو في حقل الغوار في السعودية Bedouin migrations in the Ghawar oil field, Saudi Arabia نشر في 1975.
• مقالة: ثقافة التمر في واحة الأحساء Date culture in the oasis of al-Hasa. نشرت في مجلة ميدل إيست جورنال عام 1954.

## روابط خارجية
مقالة في مجلة الواحة تتحدث عن كتاب فيدال (واحة الاحساء).